# 誤爆〜We Can't Go Back〜
「誤爆〜We Can't Go Back〜」（ごばく ウィー・キャント・ゴー・バック）は、一岡伶奈、段原瑠々、川村文乃、高瀬くるみ、清野桃々姫のデジタル・ダウンロードシングル。2017年8月11日にアップフロントワークスから配信された。

## 概要
2017年5月5日、中野サンプラザで開催された『Hello! Project 研修生発表会2017 〜春の公開実力診断テスト〜』にて、ハロプロ研修生からの昇格が発表された5名による歌唱曲。
歌詞には神奈川県にある地名「横浜」が登場する。

## 収録曲
| #  | タイトル                     | 作詞       | 作曲       | 編曲  | 時間 |
| -- | ---------------------------- | ---------- | ---------- | ----- | ---- |
| 1. | 「誤爆〜We Can't Go Back〜」 | 星部ショウ | 星部ショウ | AKIRA | 3:59 |

## リリース日一覧
| 地域 | リリース日    | レーベル       | 規格                 | カタログ番号                                   |
| ---- | ------------- | -------------- | -------------------- | ---------------------------------------------- |
| 日本 | 2017年8月11日 | UP-FRONT WORKS | ダウンロードシングル | UFDL-1357 (AAC-LC・44.1kHz/16bit・128/320kbps) |

## カバー
- 高橋愛・田中れいな・夏焼雅 - アルバム「ラフ・アンド・ピース」に収録。